# NGC 3853
NGC 3853 је елиптична галаксија у сазвежђу Лав која се налази на NGC листи објеката дубоког неба.
Деклинација објекта је + 16° 33' 30" а ректасцензија 11h 44m 28,3s. Привидна величина (магнитуда) објекта NGC 3853 износи 12,4 а фотографска магнитуда 13,4. NGC 3853 је још познат и под ознакама UGC 6712, MCG 3-30-81, CGCG 97-107, PGC 36535.